# Rudolf Appel
Rudolf Appel (* 11. Juni 1915 in Wien; † 1. Juni 1967 in Lilienfeld) war ein österreichischer Politiker (SPÖ) und Monteur. Er war von 1945 bis 1959 Abgeordneter zum Österreichischen Nationalrat und von 1959 bis 1967 Mitglied des Bundesrates.

## Ausbildung und Beruf
Appel besuchte eine fünfklassige Volksschule und absolvierte danach die Bürgerschule in Wien. Er bildete sich an der gewerblichen Fortbildungsschule weiter und arbeitete in der Folge als Installateurgehilfe und Monteur.

## Politik
Appel trat 1930 der Sozialistischen Arbeiter-Jugend und Freien Gewerkschaftsjugend bei und wurde 1933 Gruppenleiter der Sozialistischen Arbeiterjugend. Auf Grund seiner politischen Aktivitäten wurde er zur Zeit des Austrofaschismus 1933 und 1934 verhaftet und 1935 im Anhaltelager Wöllersdorf inhaftiert. Nach der Machtübernahme der Nationalsozialisten folgten 1938 und 1943 neuerlich Verhaftungen, wobei 1943 das Todesurteil gegen Appel ausgesprochen wurde. Nach seiner Begnadigung wurde Appel im Zuchthaus Moabit sowie im KZ Esterwegen inhaftiert.
Nach dem Ende des Zweiten Weltkrieges war Appel vom 19. Dezember 1945 bis zum 4. Juni 1959 Abgeordneter zum Nationalrat und vom 4. Juni 1959 bis zum 1. Juni 1967 Mitglied des Bundesrates. Zudem fungierte er als Bezirkssekretär der SPÖ Krems an der Donau und war Mitglied der Niederösterreichischen Landesparteileitung.

## Auszeichnungen
- 1957: Großes Ehrenzeichen für Verdienste um die Republik Österreich[1]